# Aeroportul Internațional Birjand
Aeroportul Internațional Birjand (IATA: XBJ, ICAO: OIMB) este un aeroport din Birjand County⁠(d), Khorassan de Sud⁠(d), Iran ce deservește zona Birjand. A fost deschis în 1933 și numit după zona deservită.
Situat la o altitudine de 1.509 m, aeroportul dispune de o singură pistă. Este operat de Iranian Airports Holding Company⁠(d).